# Meandry Struhy
Meandry Struhy je přírodní památka ev. č. 680 poblíž západně od Bezděkov v okrese Pardubice. Oblast spravuje Agentura ochrany přírody a krajiny ČR.

## Důvod ochrany
Důvodem ochrany je zachování přirozeně se vyvíjejícího potoka Struhy, jeho břehových porostů, lužního lesa a přilehlých luk, které představují část přirozené polabské krajiny.

## Poloha
Prostor přírodní památky zahrnuje těsné okolí toku Struhy, levého přítoku Labe, a lesní porost v okolí kostela sv. Michala v prostoru Lepějovic, vsi zaniklé během třicetileté války. V rámci toku Struhy se počátek památky nachází západně od obce Bezděkov a konec u železničního mostu na trati Kolín – Česká Třebová v obci Valy. Střední částí památky je vedena zeleně značená trasa KČT 4289 z Lánů na Důlku do Přelouče.

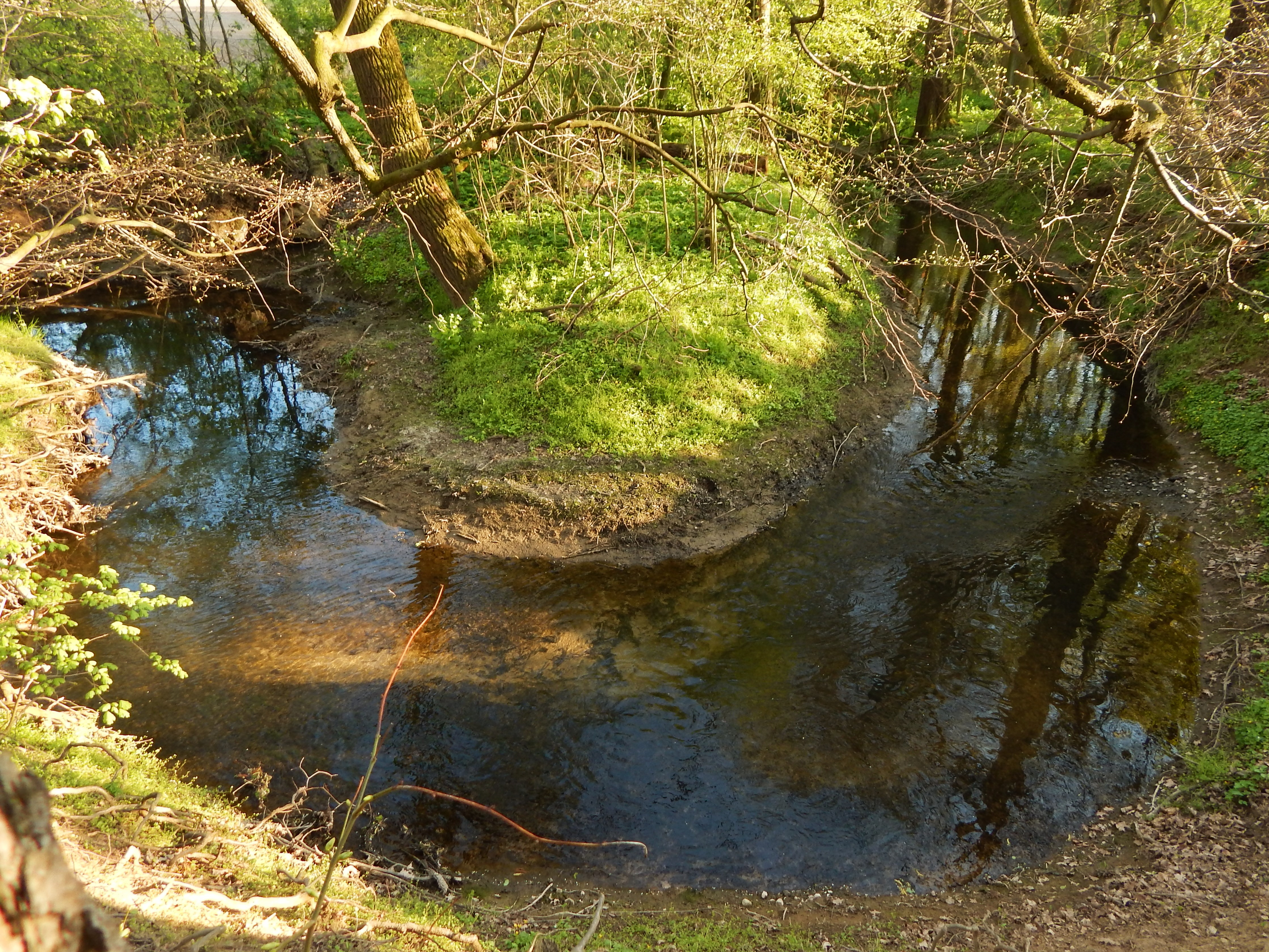
Meandr – 30. dubna 2016
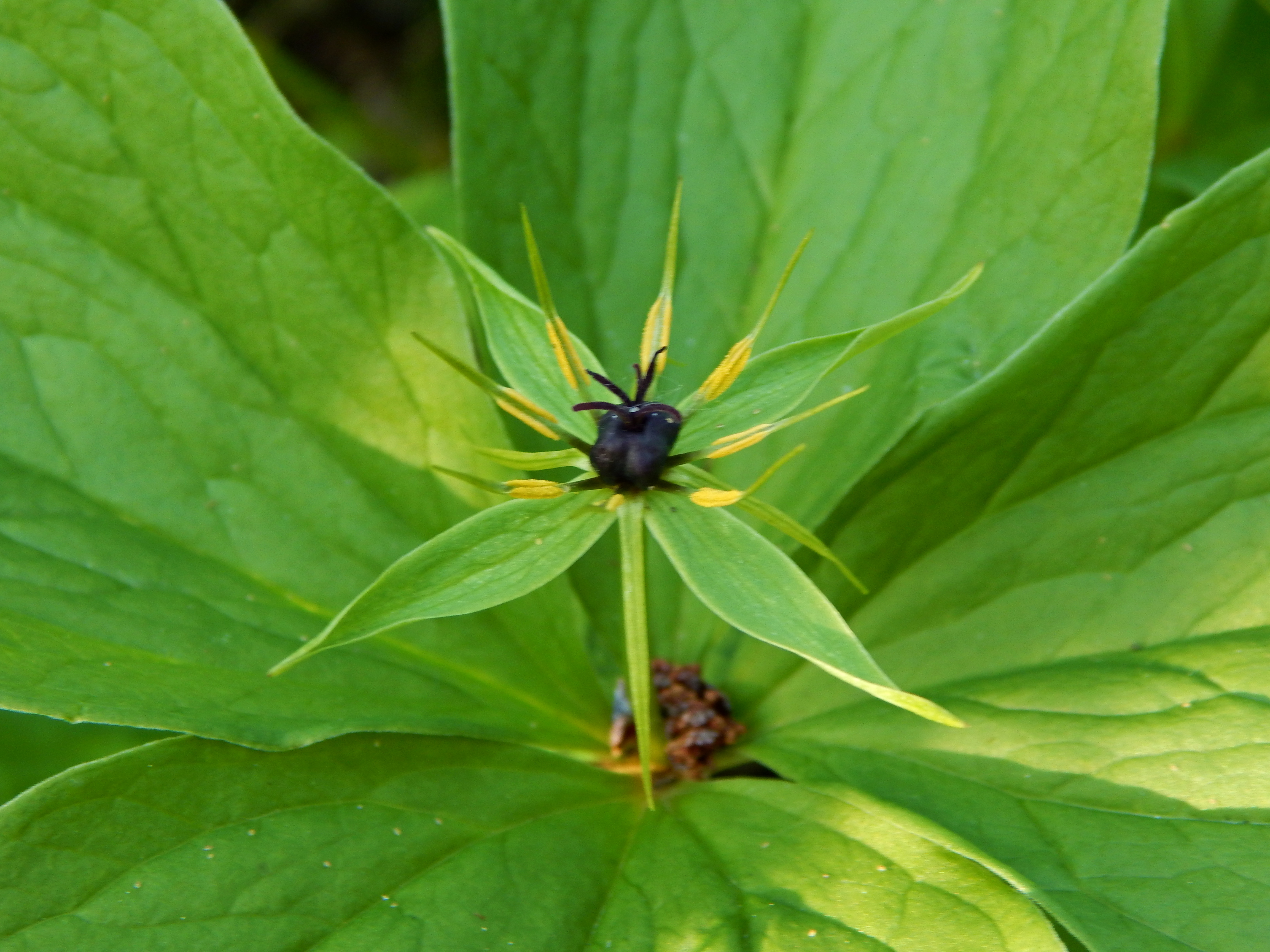
Vraní oko
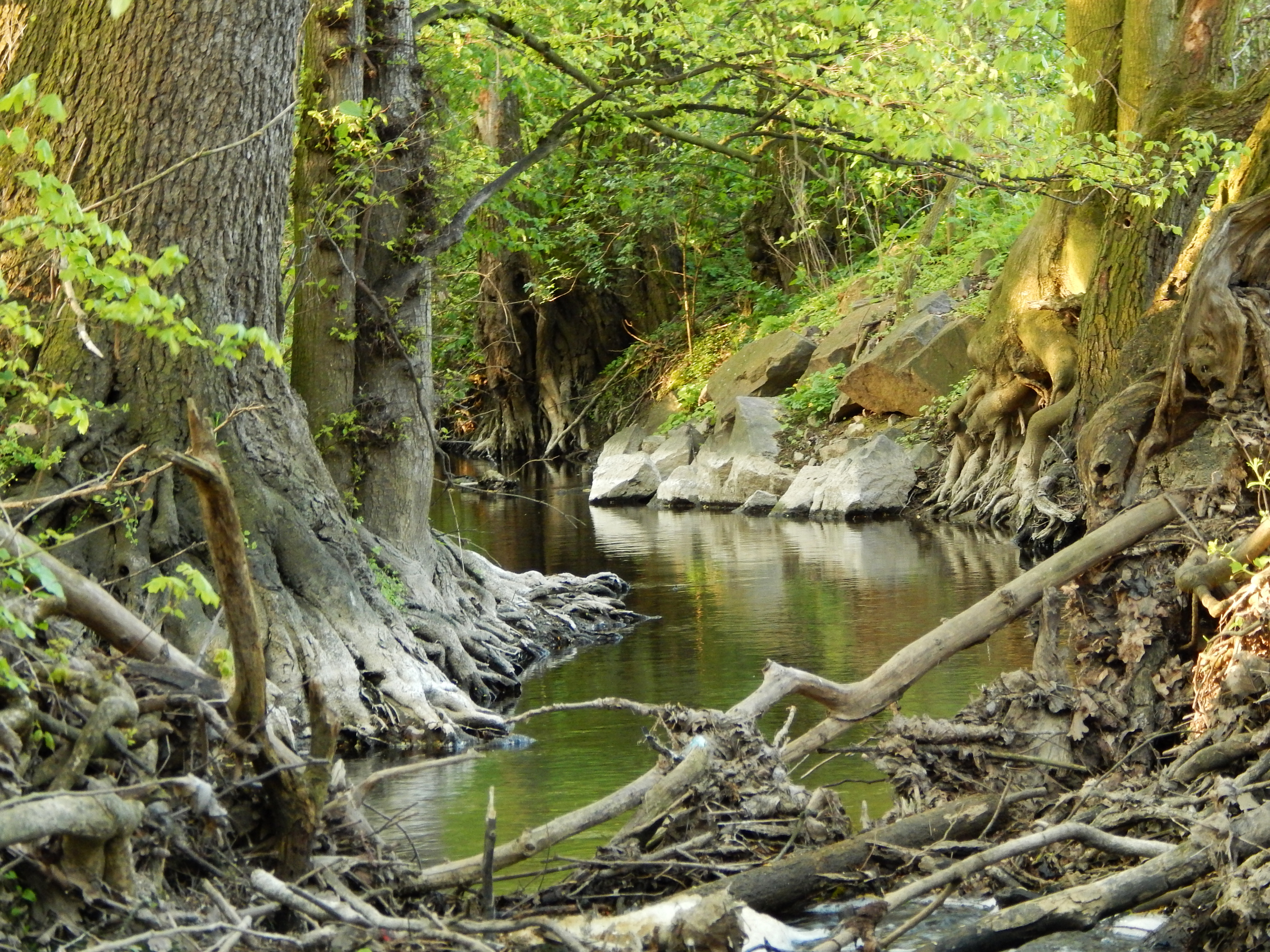
Koryto Struhy